# Bertha Lutz
Bertha Maria Júlia Lutz (2 tháng 8 năm 1894 - 16 tháng 9 năm 1976) là một nhà động vật học, chính trị gia và nhà ngoại giao người Brazil. Lutz trở thành một nhân vật hàng đầu trong cả phong trào nữ quyền Pan American và phong trào nhân quyền. Cô là người nổi bật trong việc giành quyền bầu cử của phụ nữ ở Brazil và đại diện cho đất nước của cô tại Hội nghị Liên hiệp quốc về Tổ chức Quốc tế, ký tên của mình vào Hiến chương Liên Hợp Quốc. Ngoài công việc chính trị, cô còn là nhà tự nhiên học của Bảo tàng Quốc gia Brazil, chuyên về ếch phi tiêu độc. Cô có ba loài ếch và hai loài thằn lằn được đặt theo tên của mình.

## Tiểu sử

### Tuổi thơ và giáo dục ban đầu
Bertha Lutz được sinh ra ở São Paulo. Cha của cô, Adolfo Lutz (1855-1940), là một bác sĩ và nhà dịch tễ học tiên phong có nguồn gốc từ Thụy Sĩ, và mẹ cô, Amy Marie Gertrude Fowler, là một y tá người Anh. Bertha Lutz học ngành khoa học tự nhiên, sinh học và động vật học tại Đại học Paris - Sorbonne, tốt nghiệp năm 1918. Ngay sau khi có được tấm bằng của mình, cô trở về Brazil.

### Quay trở lại Brazil và cuộc chiến vì quyền bầu cử của phụ nữ
Năm 1919, một năm sau khi trở về Brazil, Lutz đã thành lập Liên đoàn giải phóng trí tuệ phụ nữ và được chỉ định đại diện cho chính phủ Brazil trong Hội đồng quốc tế nữ của Tổ chức Lao động quốc tế (ILO). Lutz sau đó đã thành lập Liên đoàn vì sự tiến bộ của phụ nữ Brazil vào năm 1922, một nhóm chính trị ủng hộ quyền của phụ nữ Brazil, quan trọng nhất là quyền bầu cử của họ trên toàn thế giới. Lutz từng là đại biểu của Hội nghị Phụ nữ Pan-American ở Baltimore, Maryland, Hoa Kỳ cùng năm đó và tiếp tục tham dự các hội nghị về quyền của phụ nữ trong những năm sau đó. Năm 1925, Lutz được bầu làm chủ tịch Hội Liên hiệp Phụ nữ Liên Mỹ. Sự tham gia của Lutz trong cuộc đấu tranh vì quyền bầu cử của phụ nữ khiến cô trở thành nhân vật hàng đầu về quyền của phụ nữ cho đến cuối năm 1931, khi phụ nữ Brazil cuối cùng đã giành được quyền bỏ phiếu.

### Dẫn đầu chiến dịch nữ quyền liên Mỹ
Sự ủng hộ của Lutz cho quyền của phụ nữ không kết thúc bằng quyền bầu cử và cô tiếp tục đóng một vai trò nổi bật trong chiến dịch nữ quyền. Năm 1933, sau khi lấy được bằng luật tại Trường Luật Rio de Janeiro, Lutz đã tham gia và đưa ra một số đề xuất về bình đẳng giới trong Hội nghị liên Mỹ ở Montevideo, Uruguay. Đáng chú ý nhất trong những đề xuất này là lời kêu gọi của bà về việc tái tập trung của Ủy ban Phụ nữ Liên Mỹ về vấn đề bình đẳng giới ở nơi làm việc. Năm 1935, Lutz quyết định ra tranh cử Quốc hội và đứng thứ hai sau Cándido Pessoa, và thay thế ông khi ông qua đời một năm sau đó, biến Lutz trở thành một trong số ít Quốc hội Brazil thời đó. Sáng kiến đầu tiên mà Lutz trình bày khi còn ở Quốc hội là việc tạo ra Tượng Nữ Phụ, một ủy ban với mục đích phân tích mọi luật lệ và đạo luật của Brazil để đảm bảo không vi phạm quyền của phụ nữ.